# Daniel Kozelinski Netto
Daniel Kozelinski Netto (Colonia Paraiso, 18 de febrero de 1952) es un prelado brasilero actual obispo eparca de Buenos Aires de la iglesia greco-católica ucraniana desde el 8 de octubre de 2016. Fue obispo auxiliar de la Archieparquía de Curitiba.

## Biografía
Daniel Kozelinski nació el 18 de febrero de 1952 en Colonia Paraiso, Paraná, Brasil. Fue ordenado díacono el 22 de noviembre de 1979 por Efraim Brasilio Krevey, eparca de Curitiba, y sacerdote el 10 de febrero del siguiente año por el mismo. 
El 20 de junio de 2007 el Papa Benedicto XVI lo nombró obispo auxiliar de la eparquía de Curitiba con el título de la Diócesis Titular de Ementiana.Cargo que ocupó hasta el 22 de junio de 2011 tras su nombramiento cómo Administrador apóstolico de la eparquía de Buenos Aires de la iglesia greco-católica ucraniana.
Recibió la ordenación episcopal el 16 de septiembre de 2007 por Lawrence Daniel Huculak (Archieparca de Winnipeg) y co-consagrantes: Valdomiro Koubetch (Eparca de Curitiba) y Efraím Basílio Krevey (Eparca emérito de Curitiba)
El 8 de octubre de 2016, el Papa Francisco lo nombró eparca de Buenos Aires.Tomó posesión de la eparquía el 20 de noviembre del mismo año.